# Driel
Driel è un paese di poco più di 3.000 abitanti del comune di Overbetuwe, nei Paesi Bassi, approssimativamente a circa quattro chilometri a sud-ovest della città di Arnhem, sulla sponda sinistra del Reno.

## Storia
Il 21 settembre 1944, Driel fu la zona di atterraggio della 1ª Brigata polacca di paracadutisti, nell'ambito dell'Operazione Market Garden, sotto il comando del Maggiore Generale Stanisław Sosabowski.

Dopo la seconda guerra mondiale, nel 1960, il monumento in memoria dei paracadutisti fu posizionato a Polenplein (ossia Piazza polacchi, in polacco Plac Polski). Una targa ricorda i novantaquattro soldati polacchi caduti nelle vicinanze.
Il 19 settembre 2009 il premier olandese Jan Peter Balkenende e il premier polacco Donald Tusk visitarono Driel per commemorare il 65 ° anniversario dell'Operazione Market Garden.